# Jean Valet
Jean Valet, est un footballeur belge né le 5 mars 1923 à Ixelles et mort le 4 octobre 1984.

## Biographie
Il évolue comme défenseur au Royal SC Anderlechtois entre 1939 et 1954. Avec les Mauves, il  remporte cinq championnats de Belgique.
Il a la particularité d'avoir été appelé 19 fois en équipe nationale, entre 1948 et 1951, sans jamais jouer sauf lors d'une seule rencontre amicale, le 15 avril 1951 à Amsterdam, perdue contre les Pays-Bas, 5 à 4.

## Palmarès
- International en 1954
- Champion de Belgique en 1947, 1949, 1950, 1951 et 1954 avec le Royal SC Anderlechtois